# 佤民主党
佤民主党（縮寫为WDP）是缅甸的一个政党。该党于2010年成立以参加2010年缅甸议会选举。在2015年緬甸議會選舉中，该党赢得了1个人民院席位和2个掸邦议会席位。该党得到了缅甸政府的扶持，缅甸政府支持该党在佤自治州的政府控制区户板镇区成立亲政府的佤自治州政府，并支持该党组建民兵。